# Hunter × Hunter
Hunter × Hunter (tiếng Nhật: ハンター×ハンター, phát âm: Hantā Hantā) (còn được biết đến ở Việt Nam với tên gọi Việt hóa là Thợ săn tí hon) là bộ manga dành cho thanh thiếu niên nổi tiếng của họa sĩ truyện tranh người Nhật Yoshihiro Togashi. Hunter x Hunter được nhà xuất bản Shueisha đăng dài kì trên tạp chí Weekly Shōnen Jump từ ngày 3 tháng 3 năm 1998 cho tới nay. Bộ truyện nhận được nhiều đánh giá tích cực của giới chuyên môn và là tác phẩm thành công nhất về mặt doanh thu của Togashi, tạo cảm hứng cho nhiều tác phẩm manga sau này. Tới năm  2021, Hunter x Hunter đã ra mắt được 36 tập, tiêu thụ được hơn 84 triệu bản tính riêng tại thị trường Nhật và trở thành một trong những manga ăn khách nhất mọi thời đại. Nguồn cảm hứng sáng tác ban đầu của bộ truyện bắt nguồn từ sở thích sưu tập các loại bản hiệu quảng cáo của chính Togashi.
Tại Việt Nam, bộ truyện đã phát hành từ năm 1998 nhưng không có bản quyền bởi NXB Văn hóa Thông tin, đến 2002 là NXB Trẻ và sau đó là NXB Thanh Hóa. Anime phiên bản năm 1999 đã được phát sóng trên Đài Truyền hình Vĩnh Long (THVL) và Đài truyền hình thành phố Hồ Chí Minh (HTV7) vào năm 2003. Bộ truyện được mua bản quyền bởi Nhà xuất bản Kim Đồng, chính thức ấn hành từ tháng 6 năm 2017.

## Tóm tắt nội dung
Lúc nhỏ, Gon vào rừng và lỡ chọc giận một con gấu mèo. Sau khi được Kite (hay Kaito) cứu và cho 1 bạt tai, Gon được  Kite cho biết anh là học trò của Ging Freecss hay bố Gon còn sống và là 1 Hunter chuyên nghiệp. Từ đó Gon quyết tâm trở thành Hunter và tìm cha mình. Tại cuộc thi Hunter, Gon nhanh chóng kết bạn với 3 người bạn tốt là Kurapika, Leorio và Killua. Kurapika là người sống sót cuối cùng của bộ tộc mắt đỏ Kuruta (hay Kurta), cậu mong muốn được trở thành Hunter để truy sát và trả lại những tròng mắt đỏ đã bị băng cướp Genei Ryodan cướp đoạt cho bộ tộc mình. Leorio ước mong trở thành Hunter để có tiền chữa bệnh cho người nghèo giống cũng mắc bệnh như người bạn quá cố của mình. Killua sinh ra và trưởng thành trong một gia đình có truyền thống làm nghề sát thủ chuyên nghiệp và thấy nhàm chán với cuộc sống bị sắp đặt kế thừa cả gia tộc nên cậu đã bỏ nhà ra đi tìm thử thách mới. Câu chuyện xoay quanh cuộc phiêu lưu của 4 nhân vật chính, đặc biệt là tình bạn giữa Gon và Killua.
Dựa vào diễn biến chính của từng giai đoạn, Hunter x Hunter  thường được chia thành các hồi (Arc) như sau:

### Kì thi tuyển Hunter
- No.001 ~ No.038 (tập 1 ~ tập 5)

Đây là một kì thi khắc nghiệt cả về thể chất lẫn tinh thần với tỉ lệ đỗ là 1/1 000 hoặc thậm chí 1/10 000. 4 người cùng giúp đỡ nhau vượt qua những chặng thi đầy cam go. Trong cuộc thi, họ đã chạm trán ảo thuật gia sát nhân Hisoka - thí sinh được các giám khảo đánh giá là cực kỳ nguy hiểm. Hisoka có hứng thú đặc biệt với tiềm năng của Gon và muốn đợi cậu trưởng thành để cùng nghiêm túc giao đấu.
Ở chặng cuối cùng của kì thi, Killua bất ngờ bị của anh trai mình (Illumi)  thao túng và giết đối thủ của Leorio. Bất mãn trước việc Killua bị ép phải trượt cuộc thi, 3 người còn lại quyết chí tìm tới núi Kukuroo nơi gia tộc Zoldyck cư ngụ để giải thoát cậu.

### Gia tộc Zoldyck
- No.039 ~ No.043 (tập 5)

Gia tộc hiện tại có 3 thế cùng chung sống: gồm ông nội (Zeno Zoldyck);bố (Silva Zoldyck), mẹ (Kikyo Zoldyck); 5 người con trai là Illumi, Milluki, Killua, Alluka, Kalluto.
Sau khi tới được dinh thự biệt lập của gia tộc Zoldyck, nhóm bạn gặp phải nhiều trở ngại do quản gia của gia tộc Zoldyck tạo ra. Cuối cùng, với sự trợ giúp của người gác cổng và sự nỗ lực rèn luyện về thể chất, bốn người bạn đã gặp lại nhau.
Ngay sau đó, Kurapika lại lên đường tìm kiếm một công việc giúp cậu tham dự hội chợ đấu giá ngầm lớn nhất thế giới diễn ra tại thành phố Yorkshin, cũng là nơi Hisoka đã hẹn gặp cậu từ lúc thi tuyển Hunter. Leorio trở về nước để ôn thi vào Đại học Y, hoàn tất ước mơ trở thành bác sĩ. Gon và Killua quyết định đến "Đấu Trường Trên Không" để trui rèn kỹ năng và giúp Gon trả lại tấm bảng số mà cậu nhận từ Hisoka ở chặng 3 của cuộc thi tuyển Hunter. Nhóm bạn hẹn ngày tái ngộ ở hội chợ đấu giá Yorkshin vào tháng 9 năm đó.

### Đấu Trường Trên Không
- No.044 ~ No.063 (tập 5 ~ tập 7)

Tại Đấu Trường Trên Không, nơi các thí sinh đăng ký thi đấu để nhận được tiền thưởng, Gon và Killua đã gặp gỡ hai thầy trò Wing và Zushi. Trong trận đấu với Zushi, Killua phát hiện ra Zushi ẩn giấu một sức mạnh đáng sợ, rất giống với anh trai cậu. Hisoka cũng bất ngờ xuất hiện ở tầng 200 và cản trở 2 người đăng kí thi đấu. Để giúp cả hai vượt qua trở ngại của Hisoka và những hậu quả có thể xảy ra khi thi đấu ở tầng 200, Wing đã hướng dẫn hai người học "Niệm" (Nen) - kỹ thuật cơ bản và bắt buộc để trở thành Hunter chuyên  nghiệp.
Sau khi hoàn thành mục đích trả lại tấm bảng cho Hisoka, Gon quyết định trở về đảo Cá Voi nghỉ ngơi trước khi lên đường tìm kiếm cha mình. Killua đồng ý đồng hành cùng Gon cho đến khi chính cậu tìm được việc mà mình muốn làm.

### Hội chợ đấu giá Yorkshin | Genei Ryodan
- No.064 ~ No.119 (tập 8 ~ tập 13)

Trở về đảo Cá Voi, Gon nhận được từ dì Mito chiếc hộp do cha cậu để lại với lời dặn "chỉ được trao cho cậu khi cậu đã trở thành một Hunter". Trong chiếc hộp có ổ ROM của trò chơi điện tử chuyên dụng dành cho Hunter mang tên "Đảo Tham Lam (Greed Island)" do Ging cùng vài người bạn đã tạo ra, Killua và Gon cho rằng đó là manh mối để tìm ra Ging. Sau đó cả hai cùng đến Yorkshin để gặp Leorio và Kurapika như đã hẹn. Gon, Killua và Leorio phải dùng rất nhiều cách để kiếm đủ tiền tham dự phiên đấu giá Đảo Tham Lam. Trong khi đó, Kurapika đã trở thành vệ sĩ cho con gái một ông trùm mafia nhà Nostrade nhằm mục đích tìm lại những đôi mắt đỏ của tộc Kuruta mình được giao bán tại hội chợ.
Trong lúc đó, băng Ryodan lại nhắm vào toàn bộ hàng đấu giá tại hội chợ và khuấy đảo cả thành phố Yorkshin. Vốn có mối thâm thù không đội trời chung với Ryodan, Kurapika đã trải qua nhiều trận chiến cân não với chúng dựa vào những thông tin do Hisoka cung cấp. Kết quả là Kurapika lấy được tròng mắt đỏ, bắt giữ và khống chế sức mạnh của bang chủ băng Ryodan - Chrollo Lucilfer, đồng thời tiêu diệt được 2 thành viên của Ryodan là Uvogin và Pakunoda. Tuy nhiên, cuộc đối đầu giữa hai phe đã tạm kết thúc khi Kurapika trao trả Lucilfer để đổi lấy sự an toàn cho Gon và Killua vì hai người đã bị Ryodan bắt làm con tin từ trước.

### Đảo Tham Lam
- No.120 ~ No.185 (tập 13 ~ tập 18)

Kurapika đổ bệnh sau những trận đấu dai dẳng với Ryodan. Sau khi bình phục, cậu và Leorio mỗi người một ngả. Trong khi đó, Gon và Killua cùng nhau gia nhập nhóm những Hunter được thuê bởi tỷ phú Battera có trong tay gần như toàn bộ các bộ trò chơi Đảo Tham Lam. Các thành viên băng Ryodan cũng cướp được 1 ổ trò chơi này với mục đích tìm kiếm Trừ Niệm Sư cho bang chủ Chrollo Lucilfer. Trong Đảo Tham Lam, Gon và Killua gặp được Biscuit Krueger - Hunter chuyên nghiệp, sư phụ của thầy Wing và bà là người đã huấn luyện Niệm cao cấp cho cả hai. Killua đã tạm rời khỏi Đảo Tham Lam để đi thi Hunter và đậu từ vòng 1. Sau đó, nhóm Gon cùng một số người bạn mà họ mới quen biết trong trò chơi đã cùng nhau vượt qua nhiều thử thách, thu thập được toàn bộ các thẻ bài cần thiết để giành chiến thắng.

### Kiến Chimera
- No.186 ~ No.318 (tập 18 ~ tập 30)

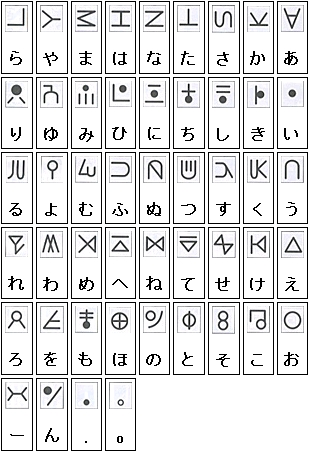
Bảng chuyển đổi các ký tự được sử dụng trong thế giới Hunter x Hunter sang tiếng Nhật.

Sau khi phá đảo Đảo Tham Lam, Gon và Killua chia tay Biscuit. Phần thưởng dành cho Gon là cuộc đoàn tụ với cha mình. Nhưng thay vì gặp Ging, họ lại được đưa tới chỗ của Kite. Cả ba cùng đến lãnh thổ của nước cộng hoà N.G.L (Neo Green Life) để nghiên cứu về chiếc chân kiến khổng lồ trôi dạt vào bờ biển nước này. Kết quả giám định cho thấy đây là chân của Nữ Vương một loài kiến có tên "Chimera". Loài kiến Chimera ăn thịt người với quân đội hùng hậu do Nữ Chúa sinh ra nhanh chóng trở thành nỗi khiếp đảm của toàn thế giới. Kite hi sinh ngay trong lần đối đầu trực tiếp đầu tiên với thành viên đội hộ vệ hoàng gia Neferpitō (Pitou) để Gon và Killua có cơ hội chạy thoát và cầu cứu Hiệp hội Hunter. Trước tình trạng số lượng Hunter tại N.G.L biến mất ngày một tăng, hiệp hội Hunter buộc phải phái một nhóm tinh nhuệ trong đó có hội trưởng Netero tham chiến.
Kiến Chimera khám phá ra cách luyện tập Niệm nhờ những thông tin thu thập được từ thi thể của các Hunter. Sự ra đời của Vua Kiến  Meruem thúc đẩy âm mưu thôn tính nước cộng hòa Đông Gorteau nhằm đưa loài kiến Chimera lên thống trị thế giới. Tuy nhiên, cuộc gặp gỡ với nữ kì thủ vô địch thế giới cờ Gungi (một môn cờ giả tưởng do chính tác giả Togashi sáng tạo ra)  - Komugi đã tạo ra bước ngoặt quan trọng trong nội tâm và tính cách của Vua Kiến Meruem, đồng thời thay đổi hoàn toàn cách nhìn của Meruem về con người. Sau trận tử chiến với Netero, Meruem không chết nhờ có Shaiapouf (Pouf) và Menthuthuyoupi (Youpi) nhưng đã chết vì nhiễm độc trong vòng tay Komugi khi chưa một lần đánh thắng cô.
Dằn vặt vì sự yếu ớt của bản thân và đinh ninh rằng Kite vẫn còn sống, Gon ra sức luyện tập để chờ cơ hội đánh bại Neferpitō, trả lại tự do cho Kite. Trong trận quyết chiến, Gon đã sử dụng Niệm để ép cơ thể mình trưởng thành nhằm khơi dậy toàn bộ tiềm năng và sức mạnh tuyệt đối vì quá đau đớn khi biết tin Kite đã chết. Việc này khiến cơ thể cậu chịu tổn thương nghiêm trọng tới mức nguy hiểm tính mạng.

### Bầu cử Hội trưởng Hiệp hội Hunter
- No.319 ~ No.339 (tập 30 ~ tập 32)

Việc Netero - chủ tịch Hiệp hội Hunter - qua đời trong trận đấu với Vua Kiến buộc Hiệp  hội Hunter phải mở một cuộc bầu cử để tìm ra người kế nhiệm chức vụ hội trưởng Hiệp hội. 3 thành viên của "Thập Nhị Chi" (12 con giáp, tức 12 Hunter xuất sắc và thân cận nhất của Netero) và Leorio (vô tình vướng vào) đã đứng ra tranh cử. Cuộc bầu cử được tiến hành dưới hình thức bỏ phiếu với nhiều tình tiết thể hiện sự đấu đá nội bộ giữa Pariston Hill (phó hội trưởng Hiệp hội Hunter kiêm thành viên Tí của Thập Nhi Chi) với các thành viên còn lại. Cuộc bầu cử kết thúc với thắng lợi thuộc về Pariston, tuy nhiên anh đã lập tức từ chức và để Cheadle Yorkshire (đầu não của Thập Nhị Chi và là thành viên Tuất của Thập Nhị Chi) trở thành Tân hội trưởng của Hiệp hội Hunter.
Song song với cuộc bầu cử là cuộc chạy đua với thời gian của Killua để cứu Gon khi cậu đang trên bờ vực sống chết. Loại Niệm trên cơ thể Gon quá mạnh khiến các Trừ Niệm Sư thông thường và các Trừ Niệm Sư của Hiệp hội Hunter không thể giải trừ được. Killua tin rằng chỉ có năng lực ban điều ước của Nanika (tên Killua đặt cho cái gì đó có năng lực ban điều ước và giết chết người không thể đáp ứng yêu cầu của Nanika và giết cả người mà người đó yêu thương. Nanika là một cái gì đó vô cùng đáng sợ ở bên trong Alluka. Nanika trong tiếng Nhật nghĩa là một cái gì đó, một thứ gì đó), em trai của mình (tuy Illumi và bố của Killua nói Alluka là con trai nhưng cả Killua và Alluka đều cho rằng Alluka là con gái), mới có thể cứu sống Gon nên cậu đã trở về nhà và tìm mọi cách đưa Alluka đi. Bất chấp sự phản đối kịch liệt của gia đình, cuộc truy đuổi gắt gao của Illumi cùng mối nguy hiểm mà Nanika (một thứ gì đó mang năng lực đáng sợ bên trong Alluka mà thậm chí khiến ba mẹ của Killua đều không công nhận Alluka là thành viên gia tộc) có thể gây ra (cả gia tộc Zoldyck hay cả ngàn người sẽ phải chết khi không thể đáp ứng được yêu cầu mà Nanika đưa ra), cuối cùng Killua cũng thành công. Sau khi bình phục nhờ năng lực kỳ diệu của Nanika, Gon đã gặp được Ging. Khi đó, Ging đã tiết lộ rằng không muốn gặp mặt Gon vì quá hổ thẹn với bản thân và sáng tạo ra Đảo Tham Lam là để giúp Gon rèn luyện. Trước khi chia tay, hai cha con đã cùng nhau trò chuyện trên chiếc cây cao nhất thế giới (gọi là Cây Thế Giới). Killua cũng từ biệt Gon để lên đường chu du khắp thế giới với Alluka và Nanika.

### Lục Địa Đen
- No.340 ~  (tập 32 ~)

Quốc vương của đế quốc Kakin thuộc khối các cường quốc V6 tuyên bố mở một cuộc viễn chinh tới Tân Lục Địa (tức "Lục Địa Đen") nhằm mở ra một kỷ nguyên mới cho nhân loại. Beyond Netero - con trai của cố chủ tịch Issac Netero được Kakin tài trợ làm người đứng đầu cuộc viễn chinh này. Cố chủ tịch Netero để lại di chúc yêu cầu Thập Nhị Chi săn lùng Beyond, đồng thời tìm ra giải pháp cho một trong 5 đại họa mà con người phải hứng chịu sau các cuộc thám hiểm Lục Địa Đen trong lịch sử. Sau cuộc bầu cử, Ging rút khỏi Thập Nhị Chi để tiếp bước Pariston gia nhập lực lượng của Beyond. Beyond bất ngờ xuất hiện trên một chuyến tàu của hiệp hội Hunter để thương lượng về việc bị áp giải tới Lục Địa Đen dưới giám sát của Thập Nhị Chi.
Với sự đề nghị của Leorio và thông tin quan trọng về Tứ hoàng tử Tserriednich Hui Guo Rou của Kakin - kẻ đang thâu tóm số lượng lớn tròng mắt đỏ của bộ tộc Kuruta, Kurapika chấp nhận trở lại với vai trò thành viên của Thập Nhị Chi. Với sự giúp sức của Kurapika và Leorio, Thập Nhị Chi quyết định tiến vào Lục Địa Đen. Kurapika và 5 Hunter khác trở thành hộ vệ của các hoàng tử Kakin, trong đó Kurapika chấp nhận bảo vệ Thập Thứ hoàng tử Woble với mục đích tiếp cận Tứ hoàng tử Tserriednich.
Trong lúc đó, cuộc giao chiến mà Hisoka vẫn luôn mong đợi với Chrollo Lucilfer cuối cùng cũng diễn ra tại Đấu Trường Trên Không với chiến thắng thuộc về Lucilfer. Sau khi thua cuộc, Hisoka hồi sinh nhờ việc NIệm của Hisoka mạnh lên sau khi anh chết. Kortopi và Shalnark lần lượt trở thành hai nạn nhân đầu tiên  trong kế hoạch thanh toán toàn bộ Ryodan của Hisoka. Biết tin Hisoka đã lên chuyến tàu để tới Lục Địa Đen, các thành viên còn lại của Ryodan và Illumi cũng lập tức lên tàu và ra sức lùng sục Hisoka. Như vậy, gần như toàn bộ các nhân vật quan trọng trong bộ truyện (trừ Gon và Killua) đều có mặt trên chuyến tàu Cá Voi Đen và ít nhiều bị cuốn vào cuộc chém giết giành quyền kế vị của 14 hoàng tử Kakin.

### Hồi ức của Kurapika
- No.000 (chưa phát hành ở bản Tankōbon)

Xoay quanh những sự việc xảy ra với Kurapika trước kì thi tuyển Hunter.
Kurapika muốn ra thế giới bên ngoài khu rừng của tộc Kuruta để tìm kiếm thầy thuốc chữa mắt cho Pairo - bạn thân của cậu. Để có được sự chấp thuận của trưởng lão bộ tộc Kuruta, Kurapika phải thoả mãn 3 điều kiện mà ông đặt ra. Sau khi hoàn thành 3 điều kiện của trưởng lão, Kurapika một mình ra thế giới bên ngoài để tìm bác sĩ giỏi chữa mắt cho Pairo.
Sau khi trở về Kurapika mới biết rằng toàn bộ 128 người dân của tộc Kuruta đã bị băng Ryodan thảm sát nhằm cướp đoạt tròng mắt đỏ.

## Thuật ngữ

### Hunter
Hunter là từ dùng để chỉ những nhân vật ưu tú chuyên tìm kiếm, khai phá, truy lùng các loài thú quý hiếm, đá quý châu báu, những vùng đất bí ẩn, thế giới ma quái chưa được khai phá, những món ăn mới lạ, những tên tội phạm khét tiếng thế giới... Để trở thành Hunter, các thí sinh phải phải trải qua kì thi tuyển Hunter. Hunter được hưởng nhiều ưu đãi, có địa vị xã hội cao và đa phần đều vô cùng giàu có nhờ những cống hiến lớn lao của họ cho xã hội. Cấp bậc cao nhất được trao cho một Hunter là "Tam Tinh" (ba sao).

### Niệm
Khái niệm Niệm (念能力, Nen-nōryoku) được xuất hiện từ tập 6 của Hunter x Hunter.
Theo quy định của Hiệp hội Hunter, yêu cầu bắt buộc để một người trở thành Hunter chuyên nghiệp là biết sử dụng Niệm. Niệm là từ dùng để chỉ khả năng tự do kiểm soát và điều khiển khí (năng lượng sinh mệnh tỏa khắp trong cơ thể). Trong cơ thể mỗi người đều tiềm ẩn một lượng năng lượng sinh mệnh nhất định, nhưng phần lớn đều bị thất thoát đi theo thời gian nếu không biết cách khống chế. Có 2 cách cơ bản giúp đánh thức năng lực Niệm là dành thời gian tu luyện và cưỡng bức thức tỉnh. Có những loại Niệm mạnh hơn sau khi chủ nhân của chúng qua đời.
Những người có thể sử dụng năng lực Niệm được gọi là những "người dùng Niệm" (念能力者, Nen-nōryokusha). Những nhân vật kiệt xuất như thiên tài, vĩ nhân đều được cho là những người dùng Niệm thuần thục.

#### Tứ đại hành
Tứ đại hành (四大行, Yontaigyō): là 4 phương thức tập luyện cơ bản nhằm nâng cao năng lực Niệm.
- Triền (纏, Ten): Kỹ thuật lưu giữ năng lượng sinh mệnh trong cơ thể. Việc tu luyện Triền sẽ giúp cơ thể tráng kiện và trẻ trung hơn người bình thường.
- Tuyệt (絶, Zetsu): Kỹ thuật triệt tiêu hoàn toàn khí, có tác dụng trong việc ẩn mình hoặc phục hồi cơ thể khi mệt mỏi cực độ.
- Luyện (練, Ren): Kỹ thuật sản sinh ra lượng khí lớn hơn mức bình thường.
- Phát (発, Hatsu):  Kỹ thuật điều khiển khí một cách tùy ý và là thành quả cuối cùng của việc luyện tập Niệm. Khi đã luyện được Phát một cách nhuần nhuyễn thì cơ bản đẵ nắm được Niệm.

#### Thuật Thủy Kiến
Thuật Thủy Kiến (水見式, Mizumi-shiki), hay "phương pháp xem nước" là cách xác định hệ Niệm của mỗi người được truyền trong phái Tâm Nguyên và thường được sử dụng trong việc tu luyện Phát. Cách thực hiện phương pháp này là đổ đầy nước vào một cốc thủy tinh rồi đặt một chiếc lá lên mặt nước (có thể thay thế bằng một vật mỏng và nhẹ), sau đó thi triển Luyện. Có thể xác định được một người thuộc hệ Niệm nào dựa trên sự biến đổi của nước trong cốc.

#### Các hệ Niệm

Biểu đồ mối quan hệ giữa các hệ Niệm

- Biểu đồ mối quan hệ giữa các hệ NiệmHệ Cường Hóa (強化系, Kyōka-kei): Khiến lượng nước trong cốc thay đổi. Người thuộc hệ Cường Hóa có sức mạnh thể chất vượt trội, có khả năng tăng cường lượng khí tự nhiên trong cơ thể hoặc truyền vào vật thể khác. Họ thường suy nghĩ đơn giản, thật thà, kiên định nhưng nóng nảy, ngang bướng nên hay bị cảm xúc chi phối. Ví dụ điển hình của người thuộc hệ Cường Hóa gồm có: Gon, Issac Netero, Uvogin, Wing, Kastro, Phinks, Palm Siberia.
- Hệ Phóng Xạ (放出系, Hōshutsu-kei): Người thuộc hệ Phóng Xạ có khả năng phóng khí và kiểm soát luồng khí ngay cả khi chúng ở ngoài cơ thể. Họ là những người dễ nổi nóng, bốc đồng, thiếu kiên nhẫn nhưng cũng rất dễ tha thứ và nhanh quên. Ví dụ điển hình của người thuộc hệ Phóng Xạ gồm có: Leorio, Senritsu, Franklin, Razor, Knuckle, Izunavi.
- Hệ Biến Hóa (変化系, Henka-kei): Khiến màu hoặc vị nước trong cốc thay đổi. Người thuộc hệ Biến Hóa có khả năng biến đổi tính chất của khí để tấn công và phòng thủ. Tính tình của họ rất thất thường, họ hay nói dối, ít khi để lộ mục đích thật sự của bản thân. Ví dụ điển hình của người thuộc hệ Biến Hóa gồm có: Killua, Silva, Hisoka, Biscuit, Machi, Feitan.
- Hệ Thao Túng (操作系, Sōsa-kei): Khiến chiếc lá chuyển động. Người thuộc hệ Thao Túng có khả năng kiểm soát và điều khiển cả sinh vật lẫn phi sinh vật. Họ thường có tư duy logic tốt, đầu óc thực tế, không thích tranh cãi và có bản năng bảo vệ người thân rất cao. Ví dụ điển hình của người thuộc hệ Thao Túng là Illumi, Kalluto, Zushi, Shalnark, Morel, Ikalgo, Shoot McMahon.
- Hệ Cụ Thể Hóa (具現化系, Gugenka-kei): Khiến nước trong cốc xuất hiện tạp chất. Người thuộc hệ Cụ Thể Hóa có khả năng dùng khí để tạo ra vật thể có năng lực đặc biệt mà  người không biết dùng Niệm cũng có thể nhìn thấy hay chạm vào. Họ là những người có tư duy và khả năng phân tích tốt, hành động thận trọng, tính toán cẩn thận nhưng đôi khi rất dễ xúc động. Ví dụ điển hình của người thuộc hệ Cụ Thể Hóa gồm có: Kite, Kurapika, Shizuku, Kortopi, Bashō, Knov.
- Hệ Đặc Chất (特質系, Tokushitsu-kei): Tạo ra các biến đổi khác của cốc nước. Hệ Đặc Chất là hệ rất hiếm vì hầu như chỉ những người bẩm sinh đã thuộc hệ này và sở hữu những năng lực hết sức đặc biệt từ hoàn cảnh sống hoặc khát vọng mãnh liệt, tuy cũng có vài trường hợp ngoại lệ là những người sau một thời gian mới chuyển sang hệ Đặc Chất hoặc thuộc đồng thời hệ Đặc Chất và một hệ khác vì có khả năng đặc biệt, ví dụ điển hình là Kurapika thuộc hệ Cụ Thể Hóa ở trạng thái bình thường và  thuộc hệ Đặc Chất ở trạng thái mắt đỏ. Những người thuộc hệ Đặc Chất khá bí ẩn, có sức lôi cuốn lớn nên thường có nhiều người vây quanh. Ví dụ điển hình của người thuộc hệ Đặc Chất gồm có: Neon Nostrade, Lucilfer, Pakunoda, Meruem, Neferpitō, Meleoron, Tserriednich, Kurapika (chỉ trong trạng thái mắt đỏ).

#### Trừ Niệm và Trừ Niệm Sư
Trừ Niệm (除念, Jonen) là kỹ thuật giải trừ năng lực Niệm mà một người ếm lên người khác, nhưng cũng cần thoả mãn một số điều kiện cần thiết. Người có khả năng này được gọi là Trừ Niệm Sư (除念師, Jonen-shi).

## Sản xuất

### Manga

Logo manga của Hunter x Hunter

Hunter × Hunter bắt đầu được đăng dài kì trên tạp chí truyện tranh Weekly Shōnen Jump từ ngày 3 tháng 3 năm 1998. Tính tới tháng 10 năm 2018, nhà xuất bản Shueisha đã tổng hợp các chương lẻ của bộ truyện thành 36 tập tankōbon. Tháng 12 năm 2011, Shueisha bắt đầu phát hành bộ truyện dưới dạng tạp chí nguyệt san sōshūhen với tổng cộng 6 tập. Tháng 12 năm 2012, Togashi tiếp tục sáng tác một phần có tên Hồi ức của Kurapika (tiếng Nhật: クラピカ追憶編, Kurapika Tsuioku-hen ( クラピカ追憶編, Kurapika Tsuioku-hen)) với bối cảnh là những sự việc xảy ra với nhân vật Kurapika trước khi gặp gỡ Gon và nhóm bạn của cậu. Tác giả của bộ truyện Tokyo Ghoul Sui Ishida đã vẽ bảng phân cảnh (storyboard) cho một chương dài 69 trang mô tả quá khứ của nhân vật Hisoka. Tác phẩm này đã được xuất bản dưới dạng kỹ thuật số trên Shonen Jump+ vào ngày 2 tháng 6 năm 2016.
Hunter x Hunter luôn nằm trong danh sách những bộ truyện tranh ăn khách nhất của nhà xuất bản Shueisha. Nhiều tập riêng lẻ của bộ truyện đã đứng đầu bảng xếp hạng của Oricon trong tuần đầu ra mắt, ví dụ các tập 26, 28, 30, 32, 32, 33. Tập 34 phát hành vào tháng 6 năm 2017 cũng cán mốc 869,000 bản tại Nhật Bản trong tuần đầu tiên và đứng đầu 7 trên 10 bảng xếp hạng thuộc thể loại "Sách" của Oricon. Tháng 10 năm 2018, bộ truyện được xếp thứ 18 trong bảng xếp hạng manga bán chạy nhất của Manga Zenkan với tổng số 72 triệu bản sau 36 tập.
Ở cuối chương 45, Togashi tiết lộ ý tưởng sáng tác Hunter x Hunter xuất phát từ sở thích sưu tập của ông, tên của bộ truyện gồm 2 chữ "Hunter" là do ảnh hưởng của chương trình giải trí truyền hình Nhật Bản có tên Downtown. Kể từ lần đầu ra mắt cho tới tháng 7 năm 2017, Hunter x Hunter đã lập kỷ lục gián đoạn sáng tác của truyện tranh tuần với tổng cộng 567 lần vắng mặt trong các ấn bản hàng tuần của tạp chí này. Tình trạng ngừng phát hành xảy ra thường xuyên từ năm 2006 với khoảng thời gian gián đoạn dài nhất là 80 số tạp chí liên tiếp (từ số 39 năm 2014 tới số 19 năm 2016). Lý do thường được Shueisha đưa ra để giải thích cho tình trạng này là bệnh đau lưng mãn tính của tác giả.

### Anime

#### Phiên bản 1999
Bản anime đầu tiên của Hunter × Hunter được sản xuất bởi công ty Nippon Animation và đạo diện bởi Furuhashi Kazuhiro. Từ tháng ngày 16 tháng 10 năm 1999 tới ngày 31 tháng 3 năm 2001, toàn bộ 62 tập của Hunter × Hunter được phát sóng cùng khung giờ với anime Hành trình U Linh Giới vào tối thứ 7 hàng tuần trên kênh truyền hình mặt đất của Fuji Television. Mặc dù bám sát nội dung của bản manga, các yếu tố báo lực đã được giảm bớt cho phù hợp với khán giả trẻ. Marvelous Entertainment đã phát hành trọn bộ anime này dưới dạng 13 đĩa DVD tại Nhật Bản từ ngày 20 tháng 9 năm 2000 tới ngày 19 tháng 9 năm 2001.

#### Phiên bản 2011

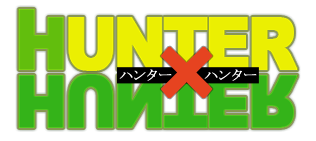
Logo anime của Hunter x Hunter

Thông tin về việc phát sóng phiên bản anime mới của Hunter × Hunter được công bố vào tháng 7 năm 2011. Thay vì làm tiếp câu chuyện đang dang dở của bản OVA cũ, phiên bản mới thuật lại từ đầu và cố gắng chuyển thể nội dung trung thành hơn với nguyên tác. Bộ phim được đạo diễn bởi Kōjina Hiroshi, sản xuất bởi MADHOUSE với kịch bản và thiết kế nhân vật lần lượt do Maekawa Jun và Yoshimatsu Takahiro đảm nhiệm. Từ ngày 2 tháng 10 năm 2011, bộ phim bắt đầu được lên sóng vào sáng chủ nhật hàng tuần trên kênh Nippon Television và được chuyển sang xuất chiếu lúc 1:29 sáng sớm ngày thứ 3 hàng tuần kể từ ngày 8 tháng 10 năm 2013.
Bộ phim kết thúc vào ngày 23 tháng 9 năm 2014 sau 148 tập. Trang web Crunchyroll cung cấp bản thu có phụ đề tiếng Anh tại các nước Mỹ, Canada, Anh, Ireland, Nam Phi, Úc và New Zealand chỉ một giờ sau khi các tập được phát sóng ở Nhật Bản. Bộ phim bắt đầu được trình chiếu trên kênh Animax Asia từ ngày 24 tháng 4 năm 2015. Ngày 9 tháng 10 năm 2015, Viz Media công bố bản quyền phát sóng phiên bản anime mới tại gian hàng của họ ở hội chợ Comic-Con New York.

#### Phim điện ảnh
Trước khi phiên bản anime đầu tiên được thực hiện, một bộ phim ngắn chuyển thể từ Hunter × Hunter được công chiếu vào năm 1998 trong khuôn khổ của Jump Super Anime Tour. Bộ phim được sản xuất bởi Studio Pierrot và đạo diễn bởi Abe Noriyuki. Bộ phim kể về những sự kiện diễn ra trước thời điểm Gon rời khỏi đảo Cá Voi.
Thông tin bộ phim điện ảnh với tựa đề  Hunter × Hunter: Phantom Rouge cũng do MADHOUSE thực hiện được công bố vào tháng 3 năm 2012. Bộ phim ra mắt vào ngày 12 tháng 1 năm 2013 bởi Toho. Dựa trên bản phác thảo chưa được công bố do Togashi Yoshihiro thực hiện trước đó 10 năm, nội dung của bộ phim xoay quanh nỗ lực tìm lại đôi mắt cho Kurapika của Gon và các bạn sau khi đôi mắt bị Omokage (thành viên số 4 ban đầu của băng Ryodan) cướp đi.
Tiếp nối Hunter × Hunter: Phantom Rouge, bộ phim điện ảnh thứ 3 mang tên Hunter × Hunter: The Last Mission được công chiếu vào ngày 27 tháng 12 năm 2013, bản DVD và Blu-ray của bộ phim được phát hành ngày 23 tháng 7 năm 2014. Bộ phim kể tập trung chủ yếu vào hội trưởng Hiệp hội Hunter Netero và quá khứ đen tối của ông.